# Monte Sirai

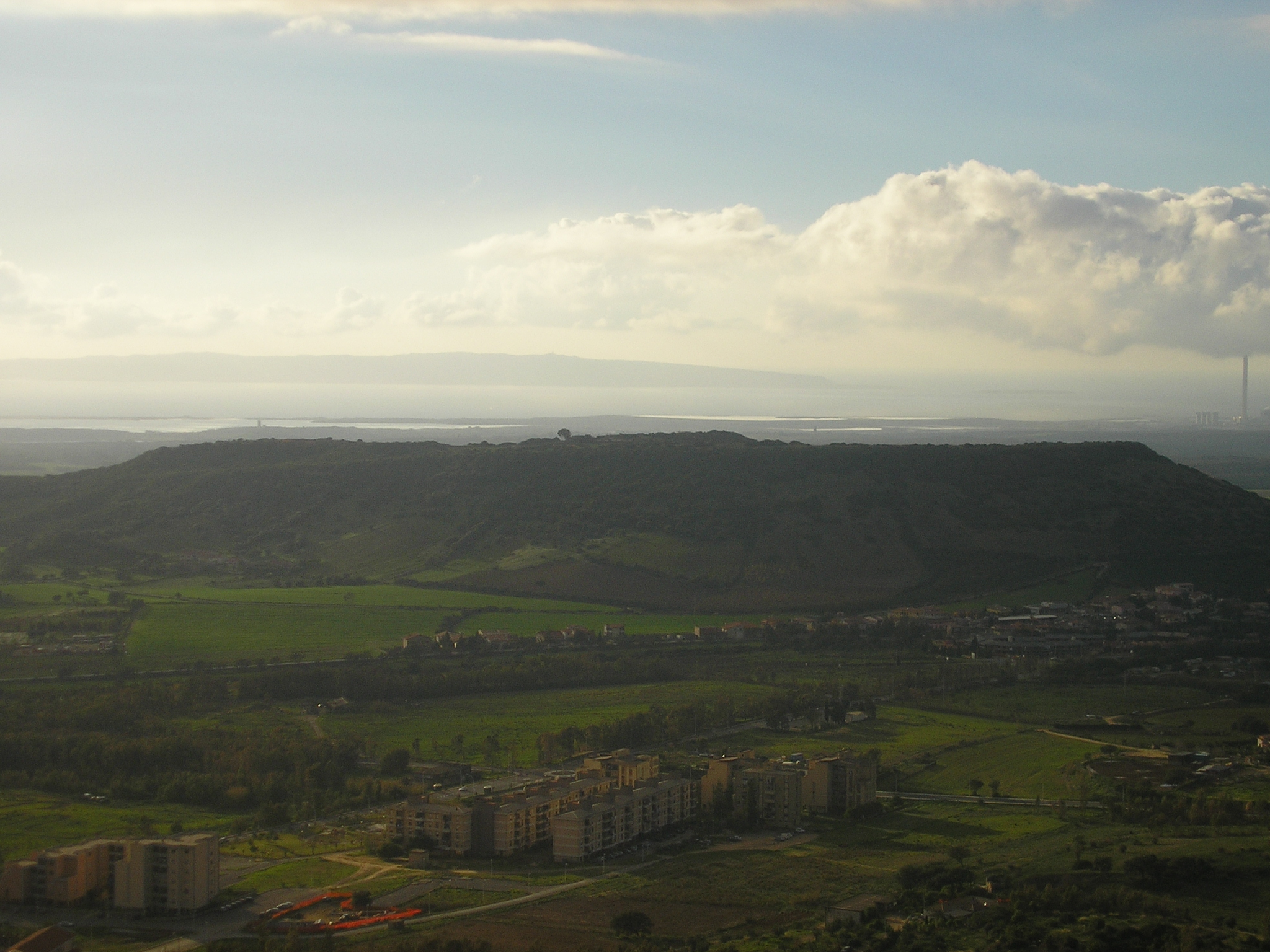
Vue générale sur la colline de Monte Sirai

Monte Sirai est un site archéologique punique situé près de la ville actuelle de Carbonia, en Sardaigne qui a été découvert de façon fortuite en 1962 et a fait l'objet de fouilles importantes par l'équipe de l'université La Sapienza. 

## Histoire
La cité est une fondation de la colonie phénicienne de Sulky dans la seconde moitié du VIIe siècle av. J.-C., avant de devenir un point de contrôle militaire de Carthage. Il est abandonné au Ier siècle av. J.-C., pour n'être retrouvé que dans les années 1960.

## Génétique
Une analyse génétique (2018) a montré des signes de continuité de certaines lignées de populations pré-phéniciennes suggérant l'intégration des Sardes indigènes dans la communauté phénicienne de Monte Sirai. Elle donne également des preuves de l'arrivée de nouvelles lignées mitochondriales uniques, indiquant le mouvement des femmes de sites du Proche-Orient ou d'Afrique du Nord vers la Sardaigne.
Une étude génétique sur l'histoire génomique de la Sardaigne de Joseph Marcus et ses collègues publiée en 2020 a montré que les individus du site de Monte Sirai  avaient  très peu d'ascendance nord-africaine contrairement aux individus issus du site punique de Villamar, fondé plusieurs siècles plus tard,  qui possèdent une ascendance nord-africaine ancienne substantielle (20-35%).

## Habitat

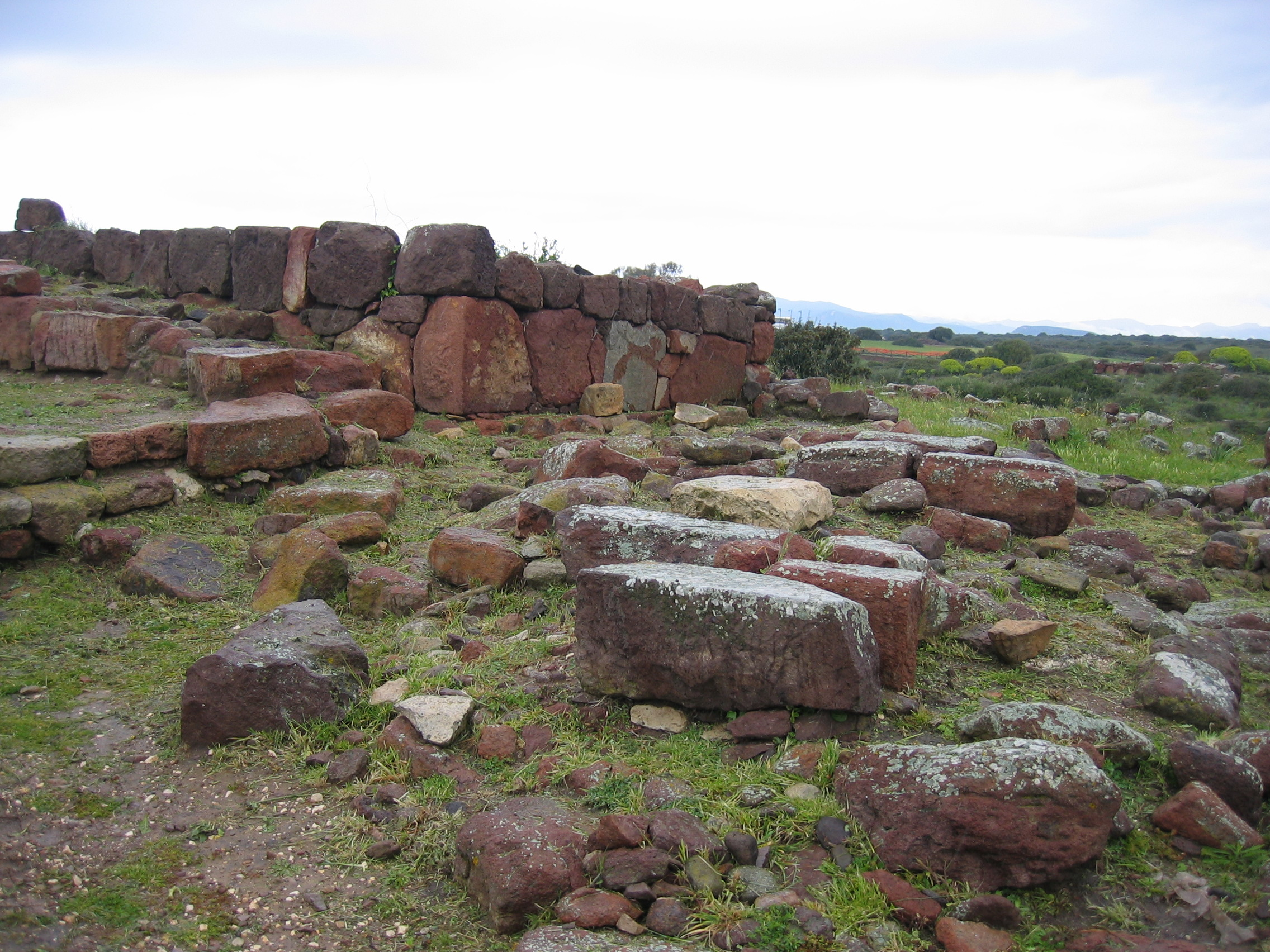
Le Mastio

La cité a été considérée initialement comme uniquement à but militaire. Cependant le résultat des fouilles doit permettre de réviser quelque peu cette interprétation. Deux types d'habitations privées ont été retrouvés, un habitat urbain situé sur l'acropole et un habitat rural hors des fortifications de la cité.
A été retrouvé un ouvrage public nommé le Mastio, utilisé pendant toute l'histoire de la ville, à des fins militaires puis civiles de manière intermittente.

## Nécropole punique

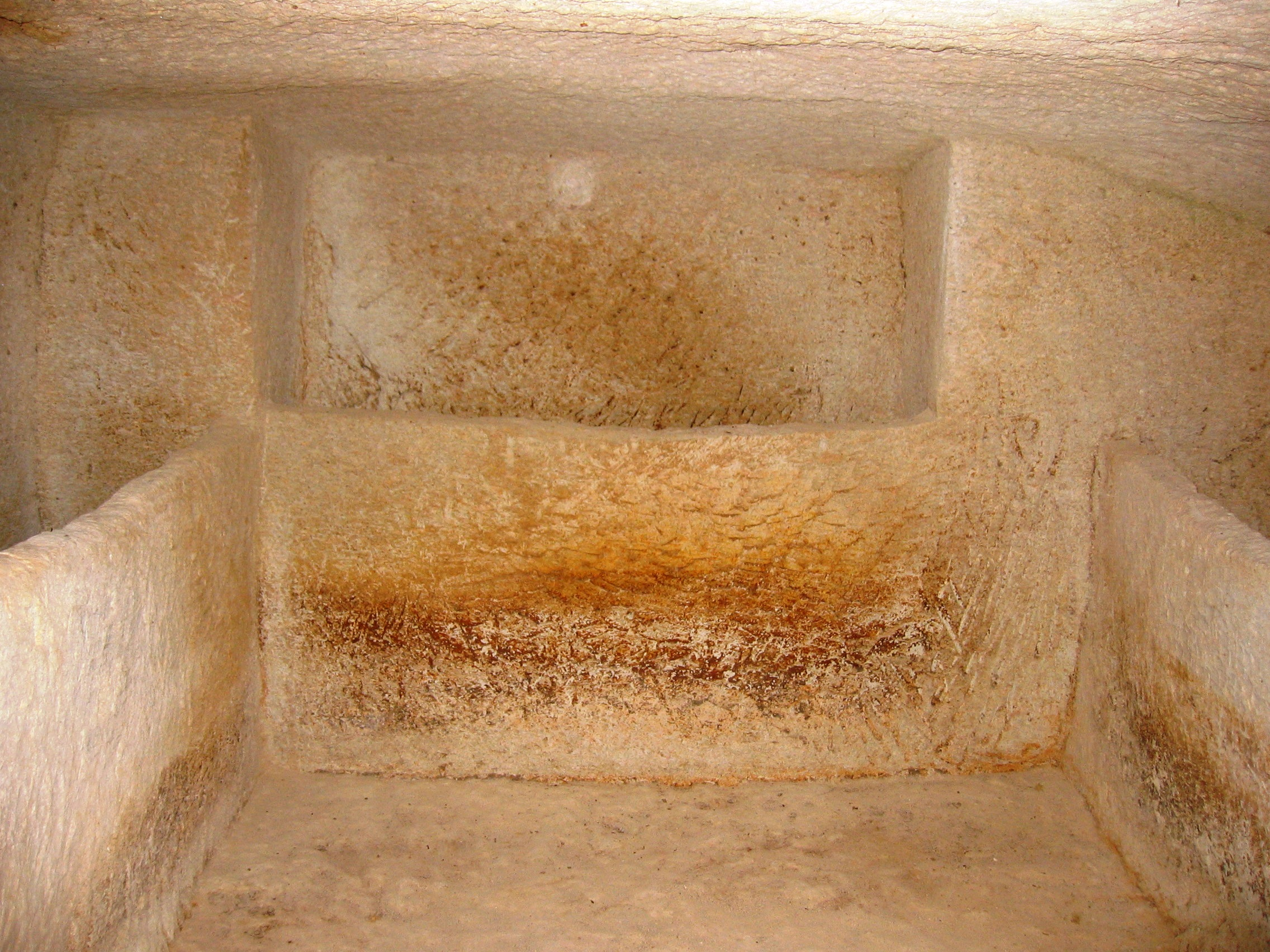
Tombe à inhumation creusée dans la roche

Une nécropole punique a été retrouvée, qui voit un changement dans les modes d'inhumation, l'incinération étant supplantée par l'inhumation dans des tombeaux creusés dans la roche.

## Tophet

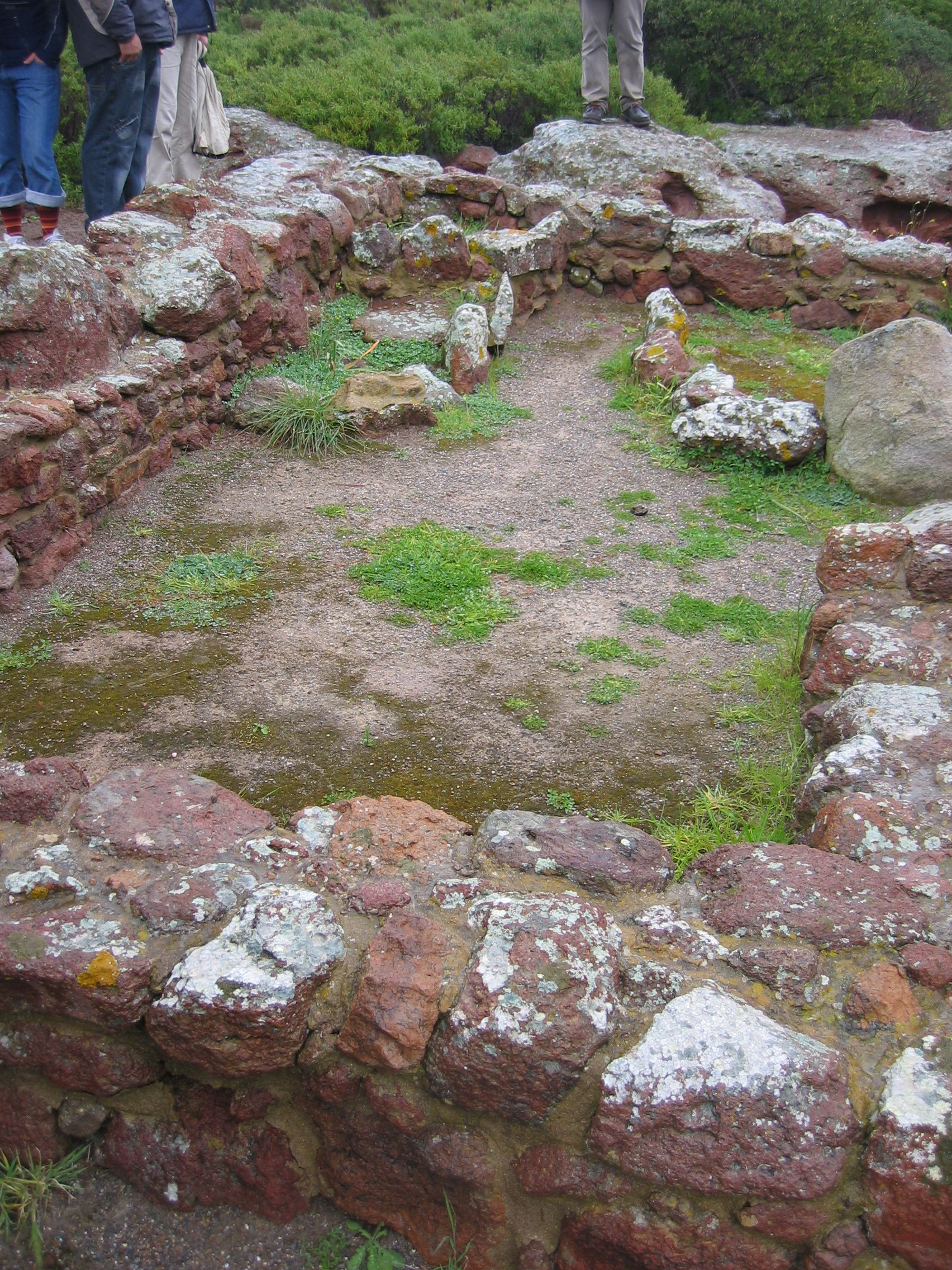
Tophet

Les fouilles du tophet attestent une utilisation du IVe siècle av. J.-C. au IIe siècle av. J.-C. ; les fouilles ont livré un certain nombre de stèles et d'urnes contenant les ossements d'enfants et de petits animaux. En outre, de petits objets ont été découverts.

## Sources et bibliographie
- (it) P. Bernardini, Le origini di Sulcis e Monte Sirai, in Studi di egittologia e di antichità puniche, 4, 1989, pp. 45–66;
- (it) P. Bartoloni, Monte Sirai: genesi di un insediamento, in Incontro "I Fenici", Cagliari, Regione Autonoma della Sardegna, 1990, pp. 31–36;
- (it) P. Bartoloni-S.F. Bondì-L.A. Marras, Monte Sirai, collana " Itinerari" , Roma, Istituto Poligrafico e Zecca dello Stato, 1992;
- (it) P. Bartoloni, L'impianto urbanistico di Monte Sirai nell'età repubblicana, in Atti del X Convegno di studio "L'Africa Romana" (Oristano, 11-13 dicembre 1992), Sassari, Gallizzi, 1994, pp. 817–829;
- (it) P. Bartoloni, La necropoli di Monte Sirai, Roma, Istituto per la civiltà fenicia e punica, 2000;
- (it) Monte Sirai. Le opere e i giorni, a cura di P. Bernardini, C. Perra, Carbonia, 2001;
- (it) P. Bartoloni, Monte Sirai 1999-2000. Nuove indagini nell'insula B, in Rivista di Studi Fenici, 30, 2002, pp. 41–46;